# Notoceresium elongatum
Notoceresium elongatum är en skalbaggsart som beskrevs av Mckeown 1942. Notoceresium elongatum ingår i släktet Notoceresium och familjen långhorningar. Inga underarter finns listade i Catalogue of Life.